# Skoltskolaponski jezik
Skoltskolaponski jezik (koltasaamski, koltski, loparski, koltskolapski; ISO 639-3: sms) jedan od 11 laponskih jezika kojim govore skoltski Laponci na istoku Laponije, istočno od jezera Inarija u Finskoj i Rusiji. Skoltskolaponski ima oko 420 govornika, 400 u Finskoj (popis iz 2001.; etničkih 500, M. Krauss, 1995.) i 20 u Rusiji (etničkih 400; M. Krauss, 1995.). Na područje Finske skoltski Laponci preseljeni su tijekom Drugog svjetskog rata iz Rusije.
Skolti svoj jezik nazivaju nuortalašgiella, a postoje dva dijalekta notozer i yokan. Na području Rusije u upotrebi je i ruski [rus], a u Finskoj finski [fin].

## Vanjske poveznice
- Ethnologue (14th)
- Ethnologue (15th)